# Jalen Hudson
Jalen Andreas Hudson (Akron, 21 maggio 1996) è un cestista statunitense.
Hudson, guardia-ala di 198cm per 88kg, si è formato cestisticamente nei Fighting Irish della high school St. Vincent-St. Mary per poi proseguire il suo percorso prima a Virginia Tech, poi con i Gators.
Dopo una parentesi in NBA G League e nella seconda serie israeliana, nel 2021 firma con i Telekom Baskets Bonn della Basketball-Bundesliga. La stagione successiva indossa la casacca del Larisa B.C.. In 32 partite di campionato, mantiene una media di oltre 13 punti, 5,2 rimbalzi e 1,3 assist, giocando 28 minuti a partita.
Il 4 settembre 2022 firma con l'Hapoel Galil Elyon, squadra con la quale disputa anche la FIBA Europe Cup, facendo segnare oltre 19 punti di media in campionato e 17 nella competizione continentale.
Da gennaio Jalen gioca come innesto per la PBA Governor's Cup nei TNT Tropang Giga nelle Filippine, dove ha viaggiato a oltre 33 punti di media.
L'8 marzo 2023 è stato comunicato l'ingaggio da parte della Pallacanestro Trieste.